# Peter Doherty
Robert Doherty (sinh ngày 15 tháng 10 năm 1940) là nhà khoa học người Úc. Ông là người đoạt Giải Nobel Sinh lý học và Y khoa vào năm 1996 cùng với Rolf Zinkernagel và được bình chọn là công dân Úc năm 1997. Ông cũng được Huân chương Úc cùng với Zinkernagel vào năm 1997.

## Cuộc đời và sự nghiệp
Peter Doherty lớn lên ở miền bác nước Úc, nơi có nắng rất gay gắt. Do không thích ứng với bên ngoài nên từ nhỏ Doherty sống có phần khép kín. Năm 17 tuổi chàng thanh niên người Úc này từ trung học lên nghiên cứu về lĩnh vực thú y. Lúc này anh nghiên cứu say mê với ý tưởng nghiên cứu về thực phẩm chế biến từ động vật. Phải mất 3 năm, Doherty mới có thể học hết những môn khoa học cơ bản một cách đầy đủ và cặn kẽ. Tuy nhiên, ông cảm thấy sai lầm khi chọn ngành thú y. Nhưng ông vẫn đi tiếp con đường mà mình đã chọn. Và thành công đã đến với ông thật tình cờ. Khi nghiên cứu về một chủ đề, ông lại phát hiện ra điều khác và chuyển hướng nghiên cứu. Chủ đề xuất hiện rất vô tình đó lại giúp ông đoạt Giải Nobel danh giá. 